# Aleteia (filosofia)
Aleteia (em grego clássico: ἀλήθεια; romaniz.: Alétheia; lit. verdade, no sentido de desvelamento: de a-, negação; e lethe, "esquecimento"), para os antigos gregos, designava a verdade e a realidade, simultaneamente.
Em Sein und Zeit, Martin Heidegger retomou o termo para definir a tentativa de compreensão da verdade. Realizou uma análise etimológica do termo a-letheia, atribuindo-lhe a significação de «desvelamento». Portanto, para Heidegger, alethéia é distinta do conceito comum de "verdade" — esta considerada como um estado descritivo objetivo.